# Galungan
Galungan è una festività balinese che celebra la vittoria del bene sul male. Si celebra ogni 210 giorni e ne dura dieci.

## Leggenda
Secondo la mitologia indù, il malvagio re Mayadenawa fece precipitare Bali nel caos rendendo illegali le pratiche indù. Il dio Indra - adirato - si recò sull'isola e sconfisse il perfido sovrano, riportando l'ordine e il benessere. Per celebrare la vittoria venne istituita la festa di Galungan.

## Significato religioso
Si crede che nei giorni della festa gli spiriti dei defunti ritornino nelle case a trovare i parenti ancora in vita. Tutte le divinità indù scendono sulla terra per partecipare ai festeggiamenti. I Barong si recano di tempio in tempio e le famiglie si radunano.

## La festività
Il giorno di Galungan cade sempre di mercoledì, ma le celebrazioni cominciano a partire dalla domenica precedente.

### Domenica
Il giorno di Hari Penyekeban gli abitanti di Bali si preparano alle festività acquistando frutta, specialmente banane verdi che vengono riposti in vasi di terracotta coperti di gusci di cocco.

### Lunedì
Il giorno di Hari Penyajaan i devoti preparano jaja (torte di riso colorate) e altre offerte per gli dei.

### Martedì
Il giorno di Hari Penampahan i balinesi sacrificano animali (specialmente maiali) agli dei e preparano lawar, un piatto di carne speziata e verdura cotti in latte di cocco. Per cacciare gli spiriti maligni vengono apposti dei penjor (pali curvi di bambù) alle entrate delle abitazioni e lungo le strade dell'isola.

### Mercoledì
Il giorno di Galungan, i devoti visitano i templi per pregare e fare offerte agli dei.

### Altri giorni
I giorni seguenti sono dedicati a visitare i parenti e amici e per festeggiare la vittoria del bene sul male.

### Decimo giorno
Il giorno di Kuningan in cui si pone fine alle celebrazioni e gli spiriti ancestrali ritornano in cielo. In questo giorno le donne indossano capi di colore giallo e si preparano pietanze a base di riso di questo colore.

## Datazione
La festività cade il mercoledì (Buda-Kliwon) di Dunggulan, l'undicesima settimana del calendario pawukon. Ciò significa che possono esserci due celebrazioni nello stesso anno solare.

## I colori del Galungan

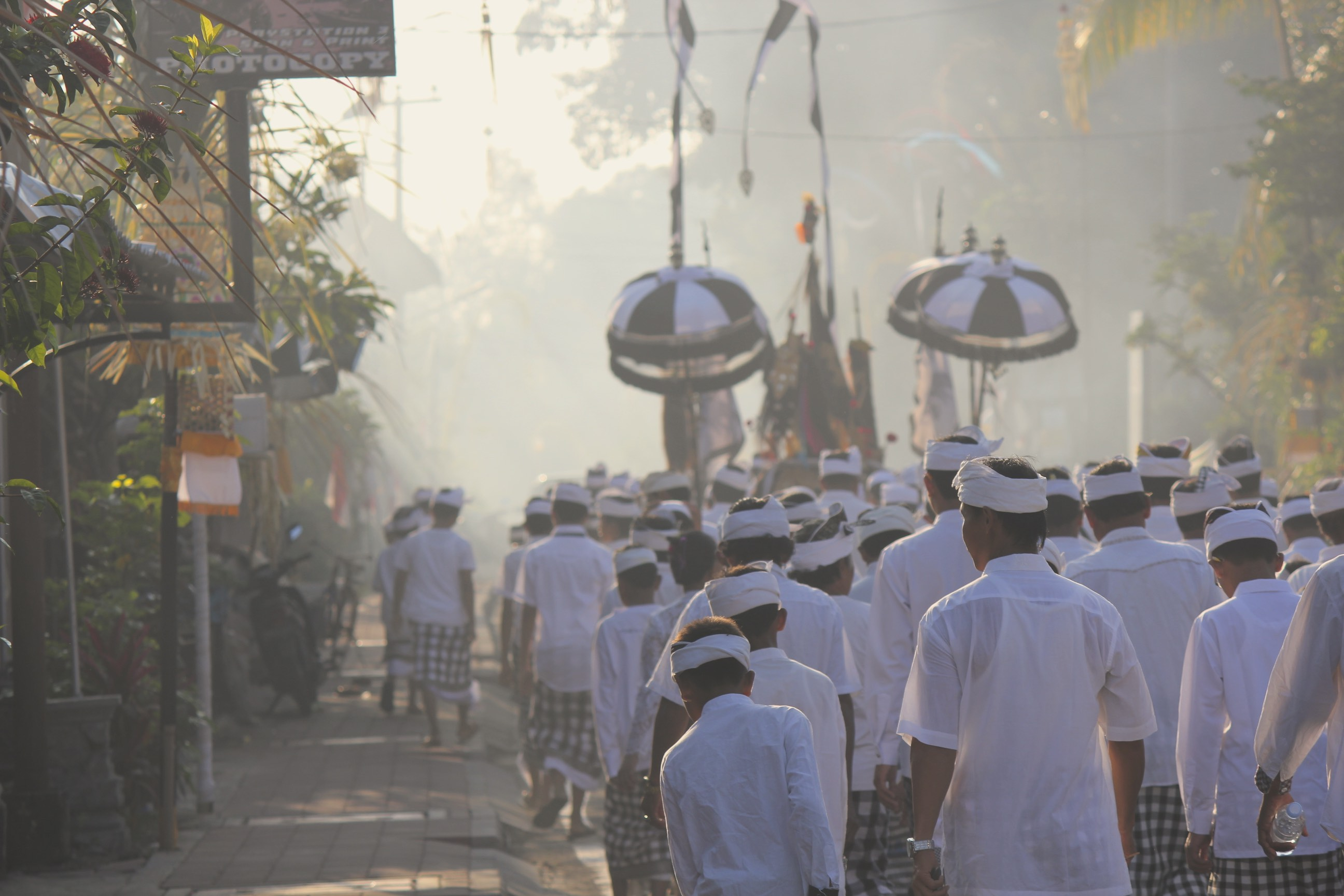
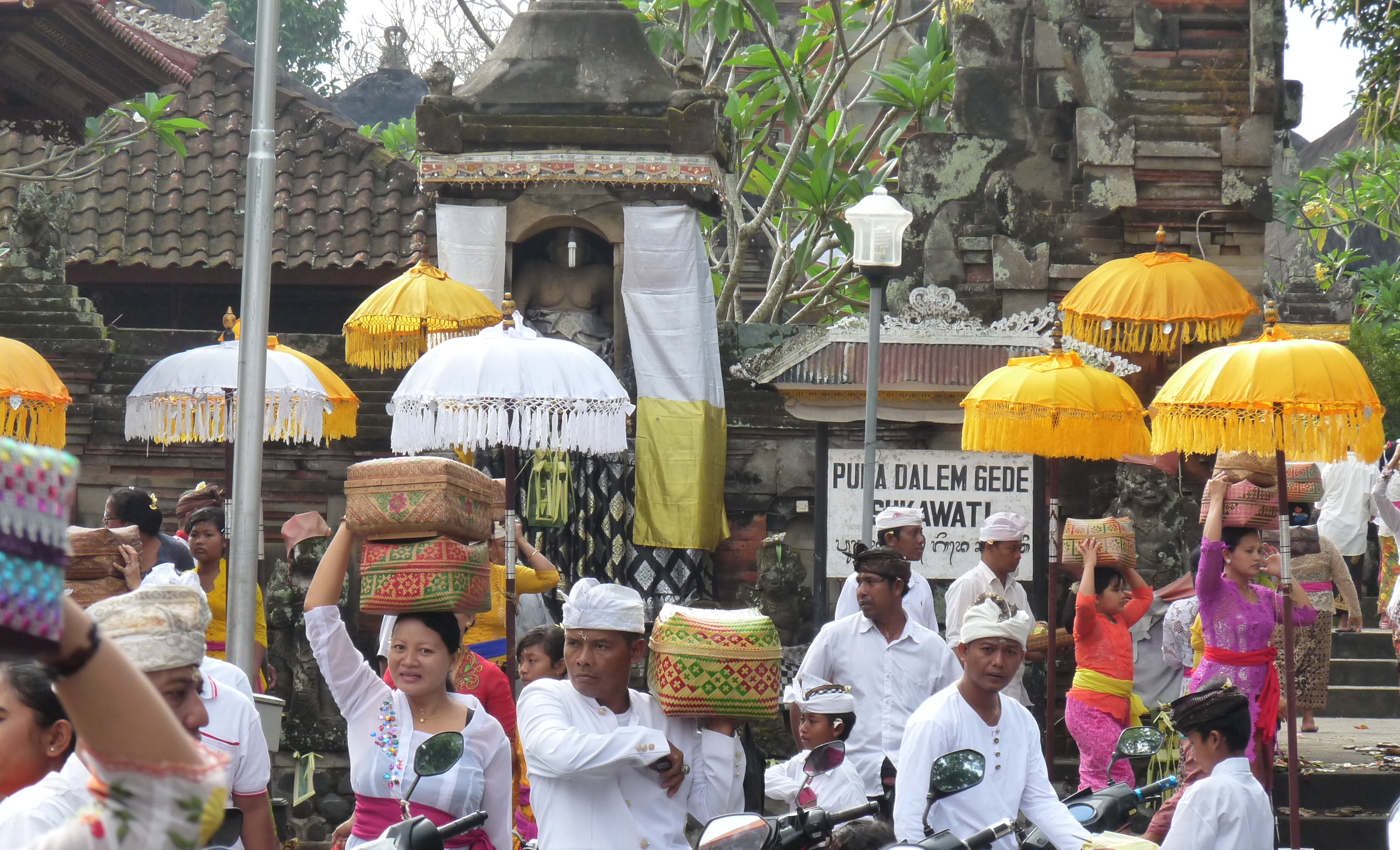
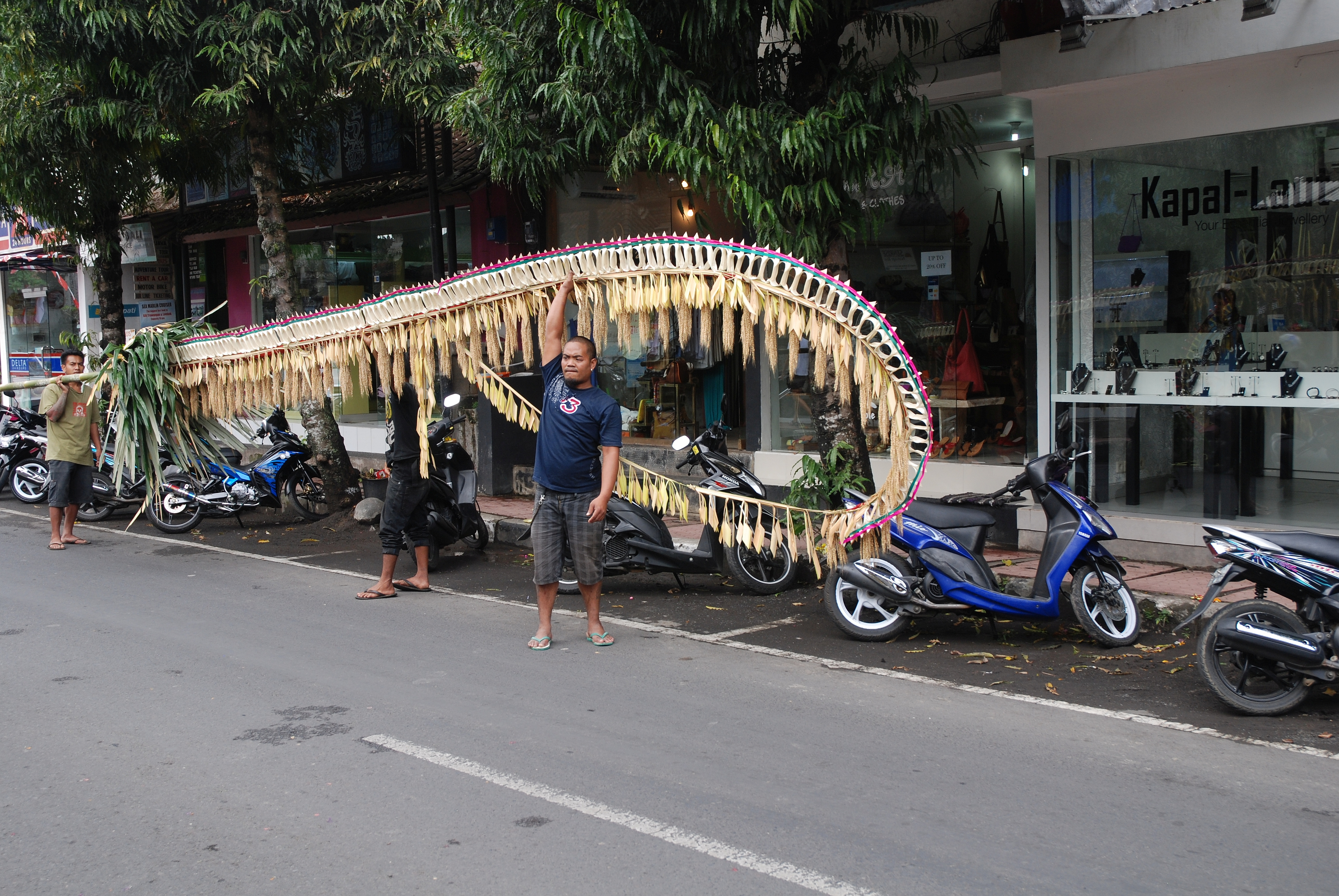
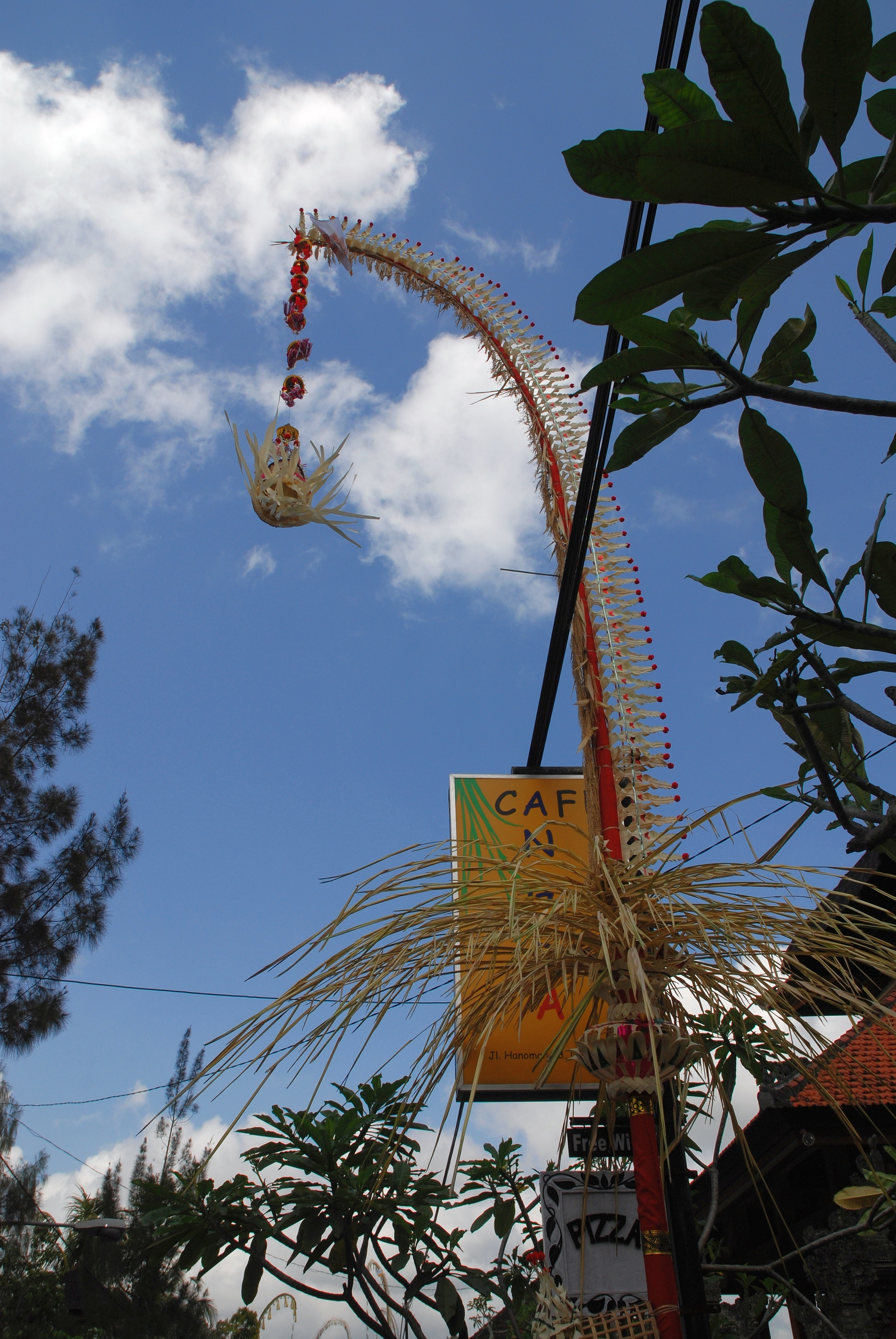
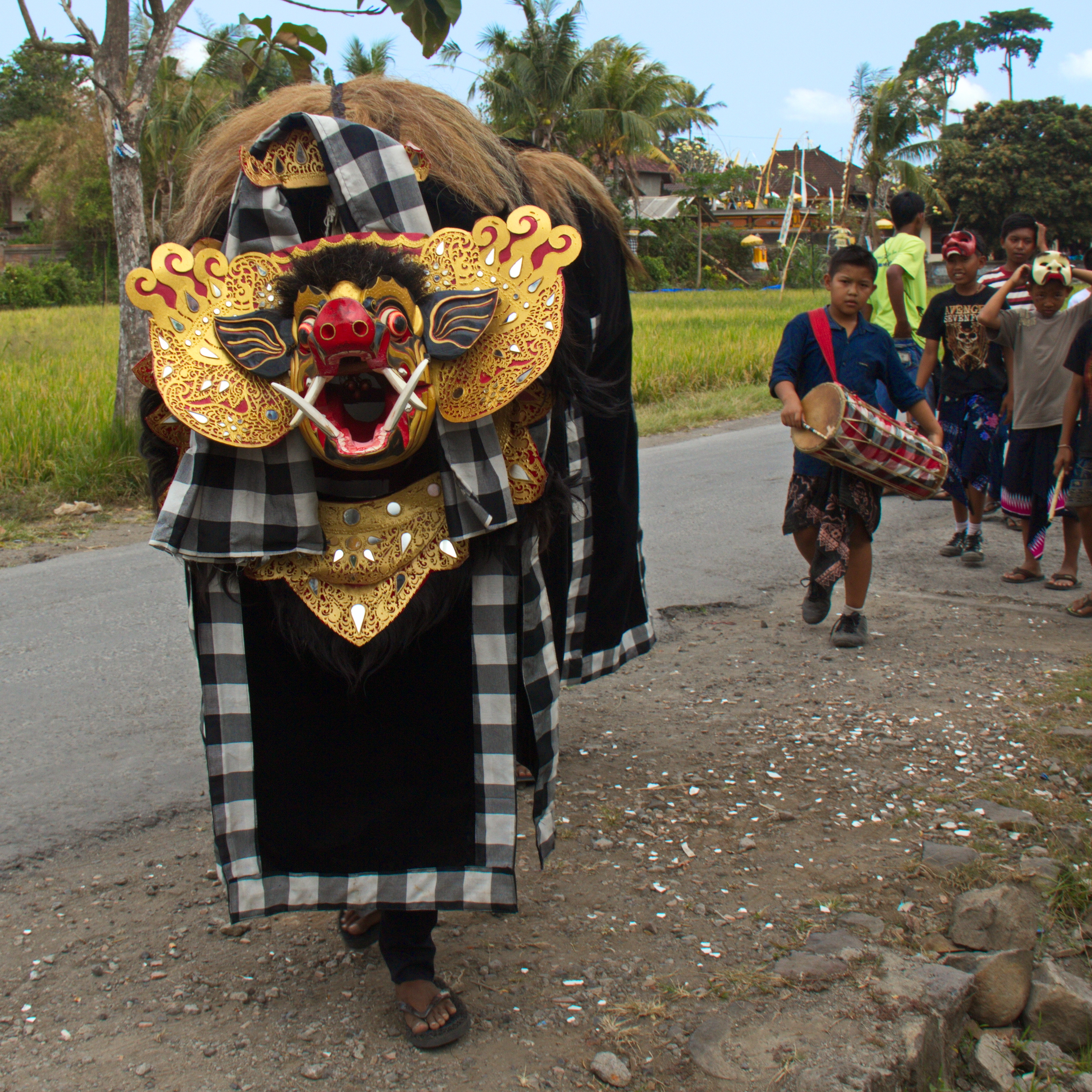
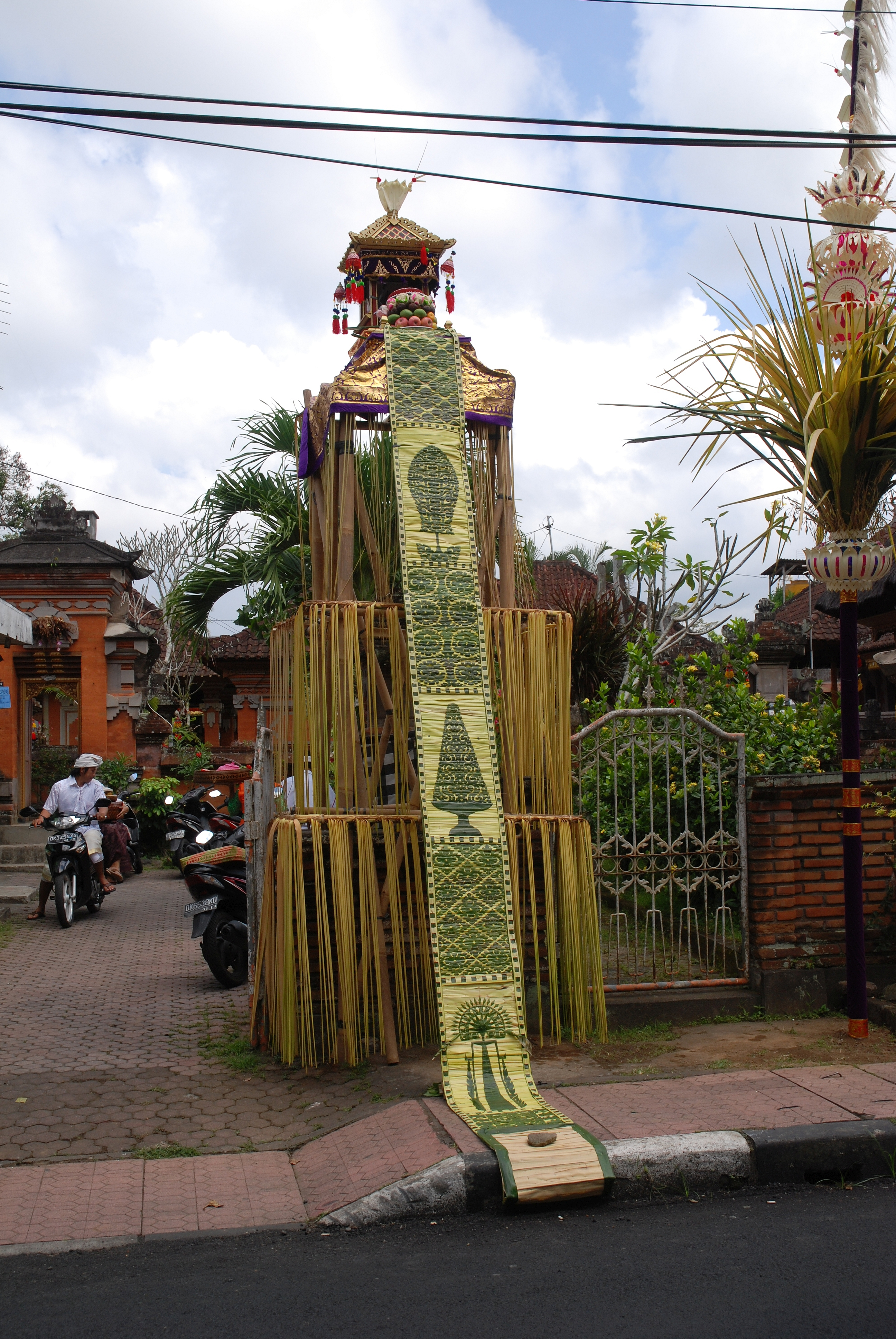
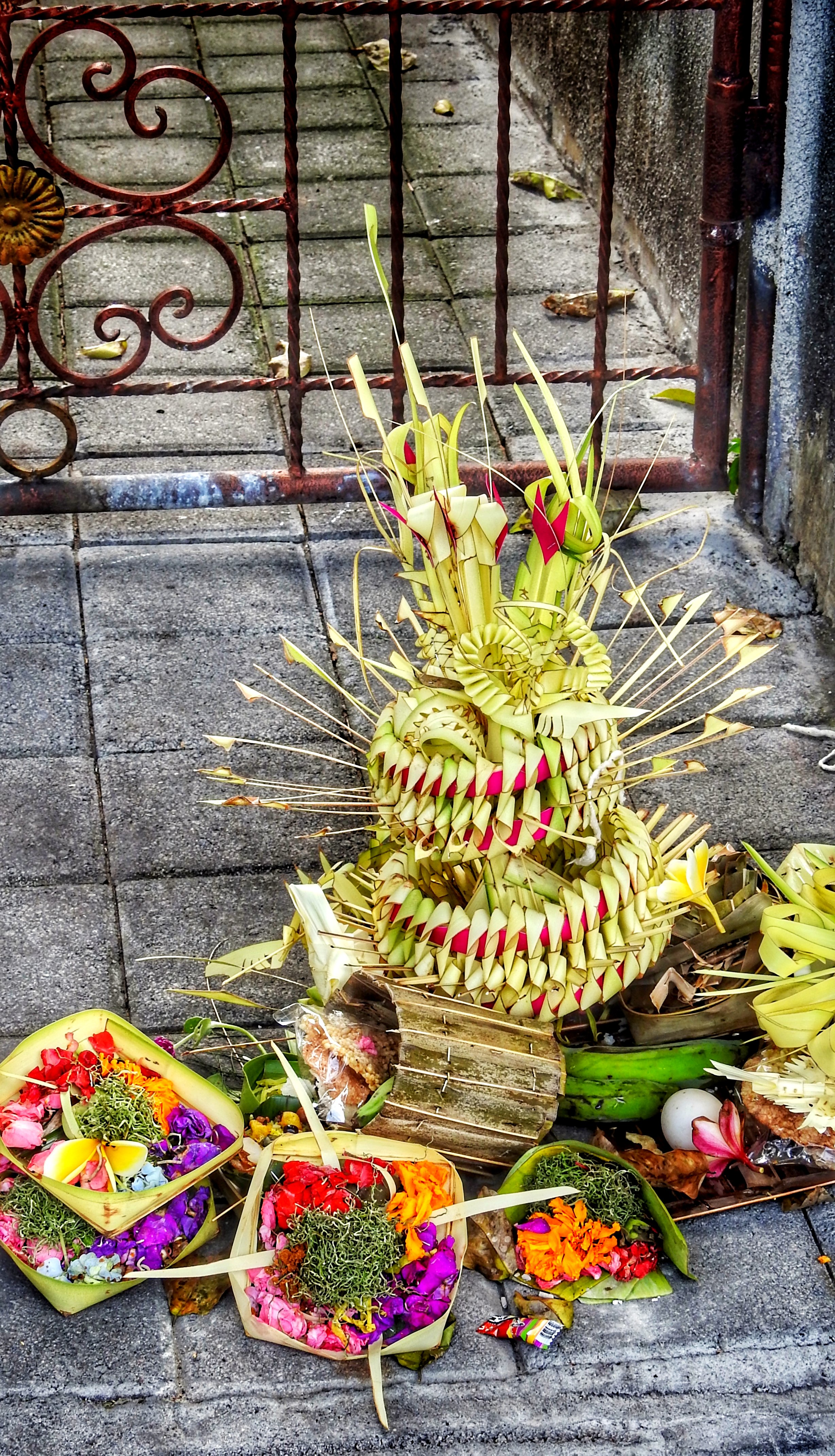
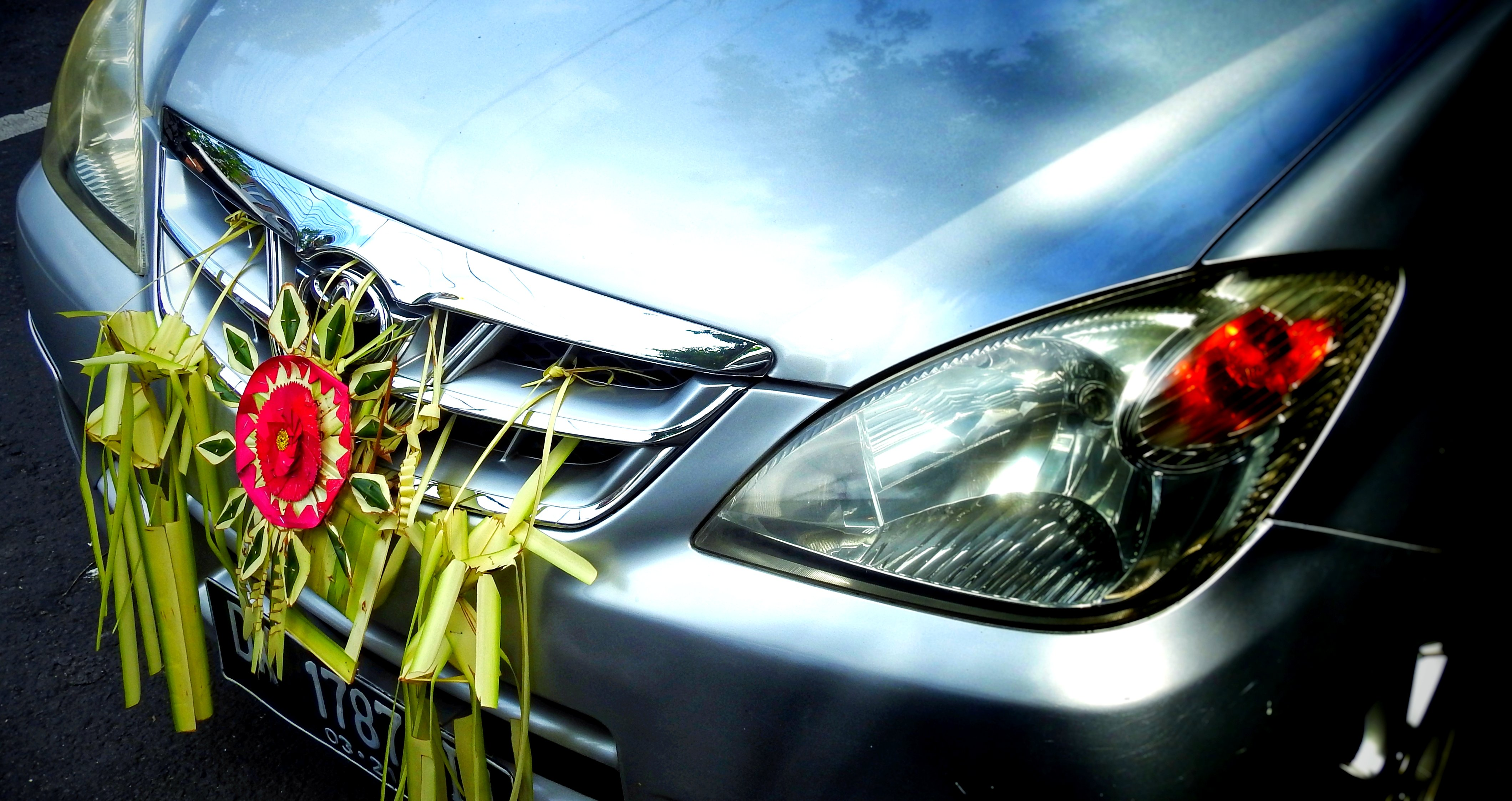
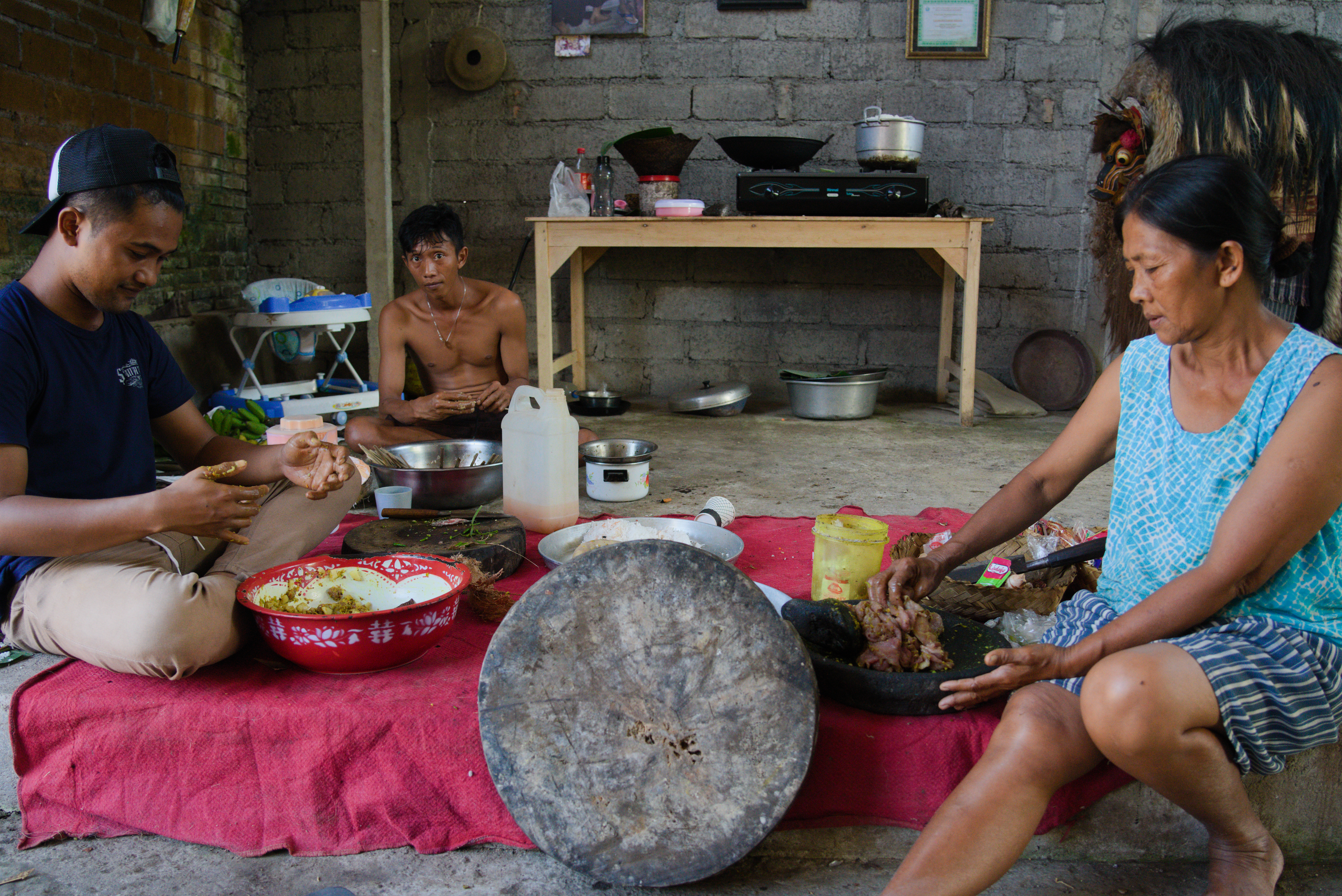